# 19e méridien ouest
En géographie, le 19e méridien ouest est le méridien joignant les points de la surface de la Terre dont la longitude est égale à 19° ouest.

## Géographie

### Dimensions
Comme tous les autres méridiens, la longueur du 19e méridien correspond à une demi-circonférence terrestre, soit 20 003,932 km. Au niveau de l'équateur, il est distant du méridien de Greenwich de 2 115 km,.
Avec le 161e méridien est, il forme un grand cercle passant par les pôles géographiques terrestres.

### Régions traversées
En commençant par le pôle Nord et descendant vers le sud au pôle Sud, Le 19e méridien ouest passe par:
| Coordonnées          | Pays, territoire ou mer | Notes                                                                                                   |
| -------------------- | ----------------------- | --- |
| 90° 00′ N, 19° 00′ O | Océan Arctique          | |
| 82° 01′ N, 19° 00′ O | Groenland               | Ile prîncipale et plusieurs îles satellites y compris de la Princesse-Thyra, Store Koldewey, et Shannon |
| 74° 28′ N, 19° 00′ O | Océan Atlantique        | Mer du Groenland                                                                                        |
| 66° 11′ N, 19° 00′ O | Islande                 | |
| 63° 25′ N, 19° 00′ O | Océan Atlantique        | |
| 60° 00′ S, 19° 00′ O | Océan Austral           | |
| 72° 38′ S, 19° 00′ O | Antarctique             | Terre de la Reine-Maud, revendiquée par la Norvège                                                      |